# (1264) Летаба
(1264) Летаба (лат. Letaba) — типичный астероид главного пояса, который был открыт 21 апреля 1933 года южноафриканским астрономом Сирилом Джексоном в обсерватории Йоханнесбурга и назван в честь реки Летаба, протекающей в Южной Африке.

Орбита астероида Летаба и его положение в Солнечной системе
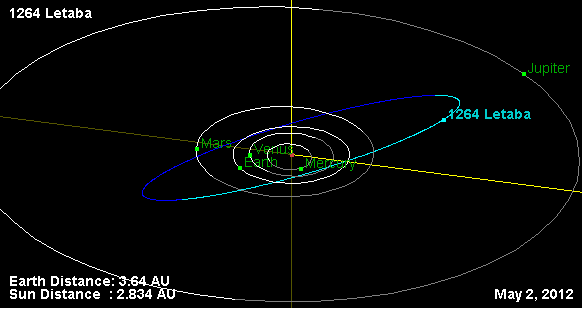
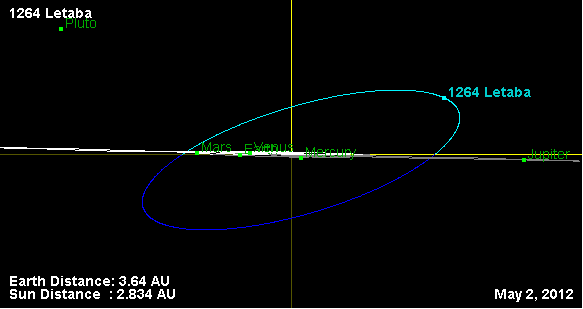